# OpenSecrets
OpenSecrets是一家位于美国华盛顿特区的非营利组织，负责跟踪竞选财务和游说的数据，由响应性政治中心（Center for Responsive Politics，CRP）和国家政治货币研究所（National Institute on Money in Politics）合并而成。

## 历史
1983年，响应政治中心由退休的美国民主党参议员弗兰克·丘奇和共和党参议员休·斯科特创立，1984年2月1日正式成立。1980年代，丘奇和斯科特发起了“政治中的金钱”（money-in-politics）项目，出版了多部著作。
2021年，响应政治中心宣布与国家政治货币研究所合并，形成OpenSecrets，资金由休利特基金会提供。而“OpenSecrets”本是1996年响应政治中心的线上网站（OpenSecrets.org）名。 

## 资金
响应政治中心的主要赞助者包括阳光基金会、皮尤慈善信托基金、纽约卡内基公司、開放社會基金會、乔伊斯基金会和福特基金会。截至2017年底，该组织报告的年收入为144万美元，净资产为292万美元。
国家货币政治研究所的资助者包括福特基金会、麦克阿瑟基金会、開放社會基金會、洛克菲勒基金會、休利特基金会、鲍曼基金会（Bauman Foundation）和阳光基金会。 